# Lesueurigobius friesii
Il ghiozzo a grandi squame (Lesueurigobius friesii) è un pesce di mare appartenente alla famiglia Gobiidae.

## Distribuzione e habitat
È presente nel mar Mediterraneo occidentale e nell'Oceano Atlantico orientale tra la Mauritania e il Mar del Nord.
Vive su fondi fangosi tra 20 e 300 m di profondità.

## Descrizione
Molto simile al congenere ghiozzo blu da cui si distingue per:
- pinna caudale non a punta
- i primi raggi della prima pinna dorsale sono assai allungati
- non ci sono linee gialle sul capo
- il colore è grigio con punti giallastri, non c'è traccia di blu.

Le dimensioni raggiungono i 10 cm.

## Biologia
Spesso si trova negli stessi ambienti degli scampi.